# Championnats du monde de ski alpin 2025
Navigation
Courchevel-Méribel 2023 Crans-Montana 2027
Les championnats du monde de ski alpin 2025, quarante-huitième édition des Championnats du monde de ski alpin, ont lieu du 4 au 16 février 2025 à Saalbach en Autriche.

## Désignation
A la date limite du 1er mai 2019, 3 candidatures avaient été reçues par la FIS :
- Crans-Montana ( Suisse) organisatrice des championnats du monde en 1987
- Garmisch-Partenkirchen ( Allemagne) 2 fois organisatrice des championnats du monde en 1978 et 2011
- Saalbach ( Autriche) organisatrice des championnats du monde en 1991, qui tentait à nouveau sa chance après sa candidature pour 2023

Les projets avaient être remis à la FIS le 1er septembre 2019.  Cette dernière devait prendre sa décision en mai 2020 lors de son 52e congrès à Royal Cliff (Thaïlande). Mais en raison de la crise sanitaire du covid-19, la FIS a reporté sa décision, et a choisi la ville organisatrice le 3 octobre 2020 lors d'une vidéo-conférence. C'est Saalbach qui l'a emporté avec 12 voix sur 14, Crans-Montana et Garmisch-Partenkirchen remportant chacune une voix.

## Calendrier des compétitions
Le tableau ci-dessous montre le calendrier des treize épreuves de ski alpin.
| Heure | Horaire local de l'épreuve (UTC +1) |
| ----- | ----------------------------------- |

| Épreuves                             | Épreuves                             | Épreuves                             | Journées de compétition | Journées de compétition | Journées de compétition | Journées de compétition | Journées de compétition | Journées de compétition | Journées de compétition | Journées de compétition | Journées de compétition | Journées de compétition | Journées de compétition | Journées de compétition | Journées de compétition |  |
| ------------------------------------ | ------------------------------------ | ------------------------------------ | ----------------------- | ----------------------- | ----------------------- | ----------------------- | ----------------------- | ----------------------- | ----------------------- | ----------------------- | ----------------------- | ----------------------- | ----------------------- | ----------------------- | ----------------------- |  |
| Épreuves                             | Épreuves                             | Épreuves                             | M                       | M                       | J                       | V                       | S                       | D                       | L                       | M                       | M                       | J                       | V                       | S                       | D                       |  |
| Épreuves                             | Épreuves                             | Épreuves                             | 4                       | 5                       | 6                       | 7                       | 8                       | 9                       | 10                      | 11                      | 12                      | 13                      | 14                      | 15                      | 16                      |  |
| Épreuves                             | Épreuves                             | Épreuves                             | F é v r i e r           |                         |                         |                         |                         |                         |                         |                         |                         |                         |                         |                         |                         |  |
| Cérémonies d'ouverture et de clôture | Cérémonies d'ouverture et de clôture | Cérémonies d'ouverture et de clôture | •                       |                         |                         |                         |                         |                         |                         |                         |                         |                         |                         |                         | •                       |  |
|                                      |                                      |                                      |                         |                         |                         |                         |                         |                         |                         |                         |                         |                         |                         |                         |                         |  |
| Femmes                               |                                      |                                      |                         |                         |                         |                         |                         |                         |                         |                         |                         |                         |                         |                         |                         |  |
| Descente                             | Descente                             |                                      |                         |                         |                         | 11 h 30                 |                         |                         |                         |                         |                         |                         |                         |                         |                         |  |
| Super-G                              | Super-G                              |                                      |                         | 11 h 30                 |                         |                         |                         |                         |                         |                         |                         |                         |                         |                         |                         |  |
| Slalom géant                         | Manche 1                             |                                      |                         |                         |                         |                         |                         |                         |                         |                         | 9 h 45                  |                         |                         |                         |                         |  |
| Slalom géant                         | Manche 2                             |                                      |                         |                         |                         |                         |                         |                         |                         |                         | 13 h 15                 |                         |                         |                         |                         |  |
| Slalom                               | Manche 1                             |                                      |                         |                         |                         |                         |                         |                         |                         |                         |                         |                         | 9 h 45                  |                         |                         |  |
| Slalom                               | Manche 2                             |                                      |                         |                         |                         |                         |                         |                         |                         |                         |                         |                         | 13 h 15                 |                         |                         |  |
| Combiné par équipes                  | Manche 1                             |                                      |                         |                         |                         |                         |                         |                         | 10 h 00                 |                         |                         |                         |                         |                         |                         |  |
| Combiné par équipes                  | Manche 2                             |                                      |                         |                         |                         |                         |                         |                         | 13 h 15                 |                         |                         |                         |                         |                         |                         |  |
|                                      |                                      |                                      |                         |                         |                         |                         |                         |                         |                         |                         |                         |                         |                         |                         |                         |  |
| Hommes                               |                                      |                                      |                         |                         |                         |                         |                         |                         |                         |                         |                         |                         |                         |                         |                         |  |
| Descente                             | Descente                             |                                      |                         |                         |                         |                         | 11 h 30                 |                         |                         |                         |                         |                         |                         |                         |                         |  |
| Super-G                              | Super-G                              |                                      |                         |                         | 11 h 30                 |                         |                         |                         |                         |                         |                         |                         |                         |                         |                         |  |
| Slalom géant                         | Manche 1                             |                                      |                         |                         |                         |                         |                         |                         |                         |                         |                         | 9 h 45                  |                         |                         |                         |  |
| Slalom géant                         | Manche 2                             |                                      |                         |                         |                         |                         |                         |                         |                         |                         |                         | 13 h 15                 |                         |                         |                         |  |
| Slalom                               | Manche 1                             |                                      |                         |                         |                         |                         |                         |                         |                         |                         |                         |                         |                         | 9 h 45                  |                         |  |
| Slalom                               | Manche 2                             |                                      |                         |                         |                         |                         |                         |                         |                         |                         |                         |                         |                         | 13 h 15                 |                         |  |
| Combiné par équipes                  | Manche 1                             |                                      |                         |                         |                         |                         |                         |                         |                         | 10 h 00                 |                         |                         |                         |                         |                         |  |
| Combiné par équipes                  | Manche 2                             |                                      |                         |                         |                         |                         |                         |                         |                         | 13 h 15                 |                         |                         |                         |                         |                         |  |
|                                      |                                      |                                      |                         |                         |                         |                         |                         |                         |                         |                         |                         |                         |                         |                         |                         |  |
| Mixte                                | Par équipes                          | Par équipes                          | 15 h 15                 |                         |                         |                         |                         |                         |                         |                         |                         |                         |                         |                         |                         |  |
|                                      |                                      |                                      |                         |                         |                         |                         |                         |                         |                         |                         |                         |                         |                         |                         |                         |  |

## Résultats

### Femmes
| Épreuves                                | Or                                              | Argent                                      | Bronze                                          |
| --------------------------------------- | ----------------------------------------------- | ------------------------------------------- | ----------------------------------------------- |
| Descente Résultats détaillés            | Breezy Johnson                                  | Mirjam Puchner                              | Ester Ledecká                                   |
| Super G Résultats détaillés             | Stephanie Venier                                | Federica Brignone                           | Lauren Macuga                                   |
| Super G Résultats détaillés             | Stephanie Venier                                | Federica Brignone                           | Kajsa Vickhoff Lie                              |
| Slalom géant Résultats détaillés        | Federica Brignone                               | Alice Robinson                              | Paula Moltzan                                   |
| Slalom Résultats détaillés              | Camille Rast                                    | Wendy Holdener                              | Katharina Liensberger                           |
| Combiné par équipes Résultats détaillés | États-Unis 1- Breezy Johnson - Mikaela Shiffrin | Suisse 1- Lara Gut-Behrami - Wendy Holdener | Autriche 3- Stephanie Venier - Katharina Truppe |

### Hommes
| Épreuves                                | Or                                          | Argent                               | Bronze                                  |
| --------------------------------------- | ------------------------------------------- | ------------------------------------ | --------------------------------------- |
| Descente Résultats détaillés            | Franjo von Allmen                           | Vincent Kriechmayr                   | Alexis Monney                           |
| Super G Résultats détaillés             | Marco Odermatt                              | Raphael Haaser                       | Adrian Smiseth Sejersted                |
| Slalom géant Résultats détaillés        | Raphael Haaser                              | Thomas Tumler                        | Loïc Meillard                           |
| Slalom Résultats détaillés              | Loïc Meillard                               | Atle Lie McGrath                     | Linus Strasser                          |
| Combiné par équipes Résultats détaillés | Suisse 1- Franjo von Allmen - Loïc Meillard | Suisse 2- Alexis Monney - Tanguy Nef | Suisse 4- Stefan Rogentin - Marc Rochat |

### Mixte
| Épreuves                        | Or                                                                             | Argent                                                                   | Bronze |
| ------------------------------- | ------------------------------------------------------------------------------ | ------------------------------------------------------------------------ | --- |
| Par équipes Résultats détaillés | Italie - Giorgia Collomb - Lara Della Mea - Filippo Della Vite - Alex Vinatzer | Suisse- Delphine Darbellay - Wendy Holdener - Luca Aerni - Thomas Tumler | Suède- Estelle Alphand - Sara Hector - Lisa Nyberg - Fabian Ax Swartz - William Hansson - Kristoffer Jakobsen |

## Tableau des médailles
| Rang  | Nation           | Or | Argent | Bronze | Total |
| ----- | ---------------- | -- | ------ | ------ | ----- |
| 1     | Suisse           | 5  | 5      | 3      | 13    |
| 2     | Autriche         | 2  | 3      | 2      | 7     |
| 3     | Italie           | 2  | 1      | 0      | 3     |
| 4     | États-Unis       | 2  | 0      | 2      | 4     |
| 5     | Norvège          | 0  | 1      | 2      | 3     |
| 6     | Nouvelle-Zélande | 0  | 1      | 0      | 1     |
| 7     | Suède            | 0  | 0      | 1      | 1     |
| 7     | Tchéquie         | 0  | 0      | 1      | 1     |
| 7     | Allemagne        | 0  | 0      | 1      | 1     |
| Total | Total            | 11 | 11     | 12     | 34    |

### Athlètes multimédaillés
| Rang | Nation            | Or | Argent | Bronze | Total |
| ---- | ----------------- | -- | ------ | ------ | ----- |
| 1    | Loïc Meillard     | 2  | -      | 1      | 3     |
| 2    | Breezy Johnson    | 2  | -      | -      | 2     |
| 2    | Franjo von Allmen | 2  | -      | -      | 2     |
| 4    | Federica Brignone | 1  | 1      | -      | 2     |
| 4    | Raphael Haaser    | 1  | 1      | -      | 2     |
| 6    | Stephanie Venier  | 1  | -      | 1      | 2     |
| 7    | Wendy Holdener    | -  | 3      | -      | 3     |
| 8    | Thomas Tumler     | -  | 2      | -      | 2     |
| 9    | Alexis Monney     | -  | 1      | 1      | 2     |